# Tunnel de Boğsak
Le tunnel de Boğsak (Boğsak Tüneli en turc) est un tunnel routier situé à Silifke, dans la province de Mersin, dans le sud de la Turquie. Il fait partie de la route nationale 400.
La route nationale 400 est la principale route allant de l'est à l'ouest dans le sud de la Turquie. La chaîne des monts Taurus, qui s'étend parallèlement à la côte méditerranéenne, se trouve au nord de la route. Les montagnes rencontrent parfois la mer en formant une côte à pente abrupte. Plus particulièrement, la section de 487 kilomètres reliant les deux ports méditerranéens d'Antalya et de Mersin comporte un chemin sinueux avec d'importantes pentes dans une zone montagneuse. L'une des plus grandes difficultés sur le trajet de cette route est un tronçon de 5 kilomètres entre Boğsak à l'est et Akdere à l'ouest, qui était surnommé Çile yolu (« la route du calvaire ») par les automobilistes.
Le tunnel a été construit afin de faciliter le trajet sur cette route. Il est ouvert le 18 mars 2014. Grâce à la construction du tunnel, les pentes dangereuses sont évitées et la longueur de la route nationale 400 est réduite de 3,7 km. La construction de 22 autres tunnels d'une distance totale de 18 km est prévue pour faire passer le temps moyen de trajet entre Antalya et Mersine de 9 à 5 heures,,.

## Données techniques
Le tunnel de Boğsak, d'une longueur de 1,570 km, est composé de deux tubes de 8 m de large, chacun servant pour les deux voies de circulation de chaque direction. Le tunnel est équipé de systèmes d'éclairage, de ventilation et d'intercommunication, ainsi que d'autres installations modernes. Sa construction a coûté 65 millions de livres turques.
Le tunnel est exploité par la Türkiye Cumhuriyeti Karayolları Genel Müdürlüğü (en), la société autoroutière de l'État turc. À l'intérieur du tunnel, la vitesse de circulation est limitée à 70 km/h.